# Blue Eye (Missouri)
Blue Eye é uma cidade  localizada no estado americano de Missouri, no Condado de Stone.

## Demografia
Segundo o censo americano de 2000, a sua população era de 129 habitantes. 
Em 2006, foi estimada uma população de 102, um decréscimo de 27 (-20.9%).

## Geografia
De acordo com o United States Census Bureau tem uma área de 
1,4 km², dos quais 1,4 km² cobertos por terra e 0,0 km² cobertos por água. Blue Eye localiza-se a aproximadamente 391 m acima do nível do mar.

## Localidades na vizinhança
O diagrama seguinte representa as localidades num raio de 16 km ao redor de Blue Eye. 